# Kel-Tec
Kel-Tec ist ein US-amerikanischer Waffenhersteller und wurde 1991 in Cocoa (Florida) als Maschinenbaufirma unter dem Namen Kel-Tec CNC Industries Inc. gegründet. 1995 wurde mit dem Bau von Pistolen begonnen. Mittlerweile werden auch Gewehre für den Sport- und Dienstgebrauch gefertigt.
Die Pistolen sind als sogenannte ‚concealed carry‘ und ‚back up‘-Waffen gedacht, sollen also verdeckt bzw. als Sekundärwaffe getragen werden. Zielgruppen sind hierbei Polizisten und Waffenscheininhaber. Sie eignen sich insbesondere als Zweitwaffe zu einer Smith & Wesson-Pistole, da man auch Magazine für diese Waffen verwenden kann.
Kel-Tec bietet seinen Kunden eine lebenslange Garantie, wobei eine Lebensdauer von 6.000 Schuss unterstellt wird.
Die Firma ist Mitglied der National Shooting Sports Foundation (NSSF) und der Hunting & Shooting Sports Heritage Foundation (HSSHF). Alle Mitarbeiter sind laut Firmenangaben Mitglieder der National Rifle Association of America.
Konstrukteur bei Kel-Tec ist George L. Kellgren, der früher Präsident der Firma Grendel Inc. in Rockledge (Florida) war. Die erste Pistole, die Kel-Tec P-11, ähnelt auch wohl deshalb der Grendel P-10. Kellgren war außerdem Mitarbeiter von Intratec Inc. aus Miami (Florida), wo die Pistole CAT 9 produziert wird.
Zu den Produkten von Kel-Tec gehören:
Pistolen
PF-9, Kaliber 9 × 19 mm
P-11, Kaliber 9 × 19 mm
P-32, Kaliber .32 Auto
CP-33 Kaliber .22 Magnum (WMR)
P-50, Kaliber 5,7 × 28 mm
P-3AT, Kaliber .380 Auto
P-15, Kaliber 9mm Parabellum
PLR-16, Kaliber 5,56 × 45 mm NATO
P-17, Kaliber .22
PLR-22, Kaliber .22 Magnum
Kel-Tec PMR-30, Kaliber .22 WMR (Winchester Magnum Rifle)
Gewehre
CMR30, Kaliber .22 Magnum
SUB CQB, Kaliber 9 × 19 mm
SUB-2000, Kaliber 9 × 19 mm, .40 S&W
SU-16A, Kaliber 5,56 × 45 mm NATO, 18,5"-Lauf
SU-16B, Kaliber 5,56 × 45 mm NATO, 16"-Lauf, leichter Lauf
SU-16C, Kaliber 5,56 × 45 mm NATO, 16"-Lauf, klappbare Schulterstütze
SU-16CA, Kaliber 5,56 × 45 mm NATO, 16"-Lauf
SU-16CA, Kaliber 5,56 × 45 mm NATO, 9" oder 12"-Lauf
RFB, Kaliber 7,62 × 51 mm NATO
RDB, Kaliber  5,56 × 45 mm NATO, 17,4"-Lauf
R50, R50 Defender, Kaliber 5,7 × 28 mm
Messer
KFB, faltbares Bajonett
KFP, faltbares Messer